# Naturdenkmal Quell-Kerbtälchen In den Plätzen
Das Naturdenkmal Quell-Kerbtälchen In den Plätzen mit einer Größe von 2,63 ha liegt südöstlich von Hildfeld im Stadtgebiet von Winterberg. Das Gebiet wurde 2008 mit dem Landschaftsplan Winterberg durch den Hochsauerlandkreis als Naturdenkmal (ND) ausgewiesen. Zudem ist der Bereich der Quellen ein gesetzlich geschütztes Biotop nach § 62 des Landschaftsgesetzes Nordrhein-Westfalen mit der Bezeichnung GB-4716-073 und einer Größe von 0,27 ha.
Beim ND handelt es sich um zwei morphologisch eindrucksvolle südostexponierte Quellmulden. Die Quellmulden haben sich in Schieferfelsenbereiche eingegraben. Die Quellmuldenbereiche befinden sich im Rotbuchenwald welcher von Rotfichtenwäldern umgeben ist. Nördlich des ND vereinigen sich die beiden Quellgerinne zu einem namenlosen Hillebachzufluss.